# Елк Појнт (Јужна Дакота)
Елк Појнт (енгл. Elk Point) град је у америчкој савезној држави Јужна Дакота.

## Демографија
По попису из 2010. године број становника је 1.963, што је 249 (14,5%) становника више него 2000. године.
| Група             | 2000.         | 2010.         |
| Белци             | 1.677 (97,8%) | 1.891 (96,3%) |
| Афроамериканци    | 3 (0,2%)      | 5 (0,3%)      |
| Азијати           | 6 (0,4%)      | 3 (0,2%)      |
| Хиспаноамериканци | 16 (0,9%)     | 29 (1,5%)     |
| Укупно            | 1.714         | 1.963         |